# 동백호
동백호(冬柏號)는 전라선 특급 열차에서 호남선 보급 열차로 전환된 열차의 이름이다.

## 역사
- 1968년?[1]: 서울-여수 간 특급 열차로 영업 개시
- 1974년 8월 15일 : 서울-목포 간 보급 열차로 변경[2]
- 1984년?[1]: 보급 등급이 특급이나 보통으로 통폐합되며 폐지

## 사건
1969년 4월 1일 여수역 인근 철도 부지의 무허가 건물을 철거할 때, 이에 반대하는 주민들이 열차 운행을 방해하였다. 이로 인해 여수발 동백호 64번 열차가 미평역에서 출발하였다.